# Ischitella
Ischitella – miejscowość i gmina we Włoszech, w regionie Apulia, w prowincji Foggia.
Według danych na rok 2004 gminę zamieszkiwało 4558 osób, 52,4 os./km².